# Dia Nacional da Liberdade de Imprensa
O Dia Nacional da Liberdade de Imprensa é uma data comemorativa celebrada no Brasil em 7 de junho. Esta data tem como objetivo destacar a importância da liberdade de expressão na sociedade brasileira, além de servir como um momento de combate à censura e de denúncia dos desafios enfrentados pelos jornalistas no país.
A escolha do dia 7 de junho para esta celebração deve-se a um evento significativo na história brasileira: em 1977, nesta data, foi divulgado um manifesto contra a censura imposta pela Ditadura Militar, assinado por quase três mil jornalistas. Esta ação marcou um importante protesto contra a repressão e a falta de liberdade de imprensa durante aquele período.
Diferentemente do Dia Mundial da Liberdade de Imprensa, que é comemorada em 3 de maio, o Brasil optou por estabelecer uma data própria que rememora um momento específico de sua história.